# Morti nel 552
| Questa pagina contiene informazioni ricavate automaticamente dalle voci biografiche con l'ausilio del template Bio e di un bot. L'aggiornamento è periodico e automatico e ricostruisce completamente la pagina. Se manca una persona in questa lista, sei pregato di non aggiungerla, ma accertati piuttosto che la sua voce biografica contenga il template Bio e che i dati anagrafici siano correttamente compilati. Se il template Bio manca, inseriscilo tu stesso o, in alternativa, metti l'avviso {{tmp\|Bio}} che ne segnala la mancanza. Se i dati riportati sono sbagliati, correggi direttamente la voce biografica; le modifiche saranno visibili in questa lista entro pochi giorni. Per chiarimenti vedi il progetto biografie. La lista contiene solo le 12 persone che sono citate nell'enciclopedia e per le quali è stato implementato correttamente il template Bio. Pagina aggiornata al 27 gen 2025. |

- 12 marzo - Bumin Qaghan, condottiero turco (n. 490)
- 25 agosto - Mena di Costantinopoli, arcivescovo e santo bizantino
- 11 settembre - Sacerdote di Lione, vescovo francese (n. 487)
- 13 dicembre - Columba di Terryglass, abate irlandese
- Aba I, vescovo cristiano orientale e scrittore siro
- Aronne di Aleth, religioso francese
- Arazio, generale bizantino
- Totila, re
- Dazio di Milano, arcivescovo e santo italiano
- Flavio Anicio Massimo, senatore romano
- Giunillo, politico e teologo bizantino (n. 527)
- Pietro di Gerusalemme, vescovo ortodosso bizantino